# Модена (футбольный клуб)
«Мо́дена» (итал. Modena F.C.) — итальянский футбольный клуб из одноимённого города. Клуб был образован в 1912 году. В сезоне 2017/18 был заявлен в Лега Про (Серия C, третий по силе дивизион футбольной системы Италии). Однако, уже 6 ноября 2017 года было объявлено о расформировании клуба по финансовым обстоятельствам. Команда выступает на стадионе «Альберто Бралья», который вмещает 21 тысячу зрителей. Тем не менее, полностью клуб не исчез и продолжил выступления.
Большую часть своей истории команда выступала в Серии B, где провела 50 сезонов, при этом 28 сезонов команда отыграла в Серии A. «Модена» — единственная команда, выигравшая англо-итальянский кубок дважды: в 1981 году и 1982 году.
Клубными цветами являются жёлтый и синий.

## История
Клуб был основан 5 апреля 1912 года.
4 апреля 1965 года «Модена» на домашнем стадионе провела товарищеский матч со сборной СССР. Гости оказались сильней (1:4). Единственный мяч в составе хозяев с пенальти забил Джузеппе Лонгони.
В 2008 году воспитанник «Модены» Лука Тони, выступавший за «Баварию», объявил, что инвестирует часть своих средств в знак благодарности и уважения перед клубом.
В ноябре 2008 года из-за плохих результатов команды президент «Модены» Джанкарло Джибелини попросил священника Грегорио Колозио провести в раздевалке клуба сеанс экзорцизма.
Летом 2015 года главным тренером команды стал Эрнан Креспо. В марте 2016 года из-за неудачных результатом команды аргентинец был уволен со своего поста. К моменту увольнения Креспо «Модена» занимала 18-е место и находилась на расстоянии одного пункта от зоны вылета.
В ноябре 2017 года неявка на четыре игры Серии C стала причиной лишения команды профессионального статуса и исключения «Модены» из турнира. Причиной неявок на игры стала неблагополучная финансовая ситуация из-за которой клуб не мог расплатиться за аренду стадиона. После банкротства команды мэр города Джан Карло Муззарелли заявил, что в течение восьми месяцев будет найден новый владелец для команды, после чего она вновь может выступать в Серии D. Поиском владельцев команды занимался и экс-игрок клуба Лука Тони.
Команда все же начала сезон 2018/19 в Серии D. В своей группе команда заняла второе место, а в матчах плей-офф смогла обеспечить себе место в следующем сезоне в Серии С. В финальной игре плей-офф «Модена» разгромила «Реджану» (4:1).

## Достижения

### Национальные
- Серия B
  - Победитель (2): 1937/1938, 1942/1943
- Серия C
  - Победитель (3): 1960/61 (группа А), 1974/75 (группа Б), 2021/22 (группа А)
- Серия C1
  - Победитель (2): 1989/90 (группа А), 2000/01 (группа А)
- Серия C2
  - Победитель (1): 1979/80 (группа Б)
- Суперкубок Серии С
  - Обладатель (2): 2001, 2022

### Международные
- Англо-итальянский кубок
  - Победитель (2): 1981, 1982

## Последние результаты
| 1980/81 | III | 12 | 1995/96 | III | 11 | 2010/11 | II  | 10 |
| 1981/82 | III | 3  | 1996/97 | III | 13 | 2011/12 | II  | 12 |
| 1982/83 | III | 13 | 1997/98 | III | 6  | 2012/13 | II  | 8  |
| 1983/84 | III | 10 | 1998/99 | III | 4  | 2013/14 | II  | 5  |
| 1984/85 | III | 8  | 1999/00 | III | 12 | 2014/15 | II  | 17 |
| 1985/86 | III | 2  | 2000/01 | III | 1  | 2015/16 | II  | 21 |
| 1986/87 | II  | 11 | 2001/02 | II  | 2  | 2016/17 | III | 14 |
| 1987/88 | II  | 18 | 2002/03 | I   | 12 | 2017/18 | III | 19 |
| 1988/89 | III | 5  | 2003/04 | I   | 16 | 2018/19 | IV  | 2  |
| 1989/90 | III | 1  | 2004/05 | II  | 7  | 2019/20 | III | 9  |
| 1990/91 | II  | 13 | 2005/06 | II  | 5  | 2020/21 | III | 4  |
| 1991/92 | II  | 14 | 2006/07 | II  | 16 | 2021/22 | III | 1  |
| 1992/93 | II  | 14 | 2007/08 | II  | 16 | 2022/23 | II  | 10 |
| 1993/94 | II  | 19 | 2008/09 | II  | 15 | 2023/24 | II  | 10 |
| 1994/95 | III | 16 | 2009/10 | II  | 12 | 2024/25 | II  | 10 |

## Форма

### Домашняя
| 2022/23 | 2023/24 | 2024/25 |

### Гостевая
| 2022/23 | 2023/24 | 2024/25 |

### Резервная
| 2022/23 | 2023/24 | 2024/25 |

Источники:,